# 利斯鎮區 (堪薩斯州洛根縣)
利斯鎮區（英語：Lees Township）為美國堪薩斯州洛根縣轄下的鎮區。2010年美国人口普查中此鎮區人口有5人。

## 地理
利斯鎮區涵蓋總面積為185.1平方（71.47平方英里），其中陸地面積為185.1平方（71.47平方英里），水域面積為0平方（0.00平方英里）或0.00%。

## 人口統計
根據2010年美國人口普查，利斯鎮區人口有5人，其中男性有3人，女性有2人，人口密度為每平方公里0.03人，住房計9戶。鎮區內的白人有4人，非裔美國人有1人，美洲原住民有0人，亞裔美國人有0人，太平洋島裔美國人有0人，其他種族有0人，混血種族則有0人。此外鎮區內有0人為西班牙裔或拉丁裔美國人。此鎮區之年齡中位數為59.5歲，而男性年齡中位數為59.5歲，女性年齡中位數為62.5歲。

## 交通

### 主要公路
- 83號美國國道